# Juan José Benayas y Sánchez Cabezudo
Juan José Benayas y Sánchez Cabezudo, (Torrijos, província de Toledo, 8 de març de 1899 - Madrid, 23 d'abril de 1989) va ser un polític espanyol.

## Biografia
Fill de José Benayas y Benayas, net de Manuel Benayas Portocarrero, els seus germans Ángel i Alberto van morir víctimes de la repressió en la zona republicana durant la Guerra civil espanyola Casat amb Dolores Agulló Soler. Associat a la burgesia terratinent, va exercir l'advocacia a Madrid i fou Degà del Col·legi de Registradors. Membre del Partit Republicà Progressista, va ser ministre d'Agricultura entre el 3 d'abril i el 6 de maig de 1935 en un dels governs que durant la Segona República Espanyola presidiria Alejandro Lerroux.
Després de la guerra civil espanyola fou membre de l'Organització Sindical Espanyola, Procurador en Corts durant la III Legislatura de les Corts Espanyoles (1949-1952), fou escollit com a representant dels empresaris del Sindicat Nacional del Sucre.